# Kindersolbad Bethesda

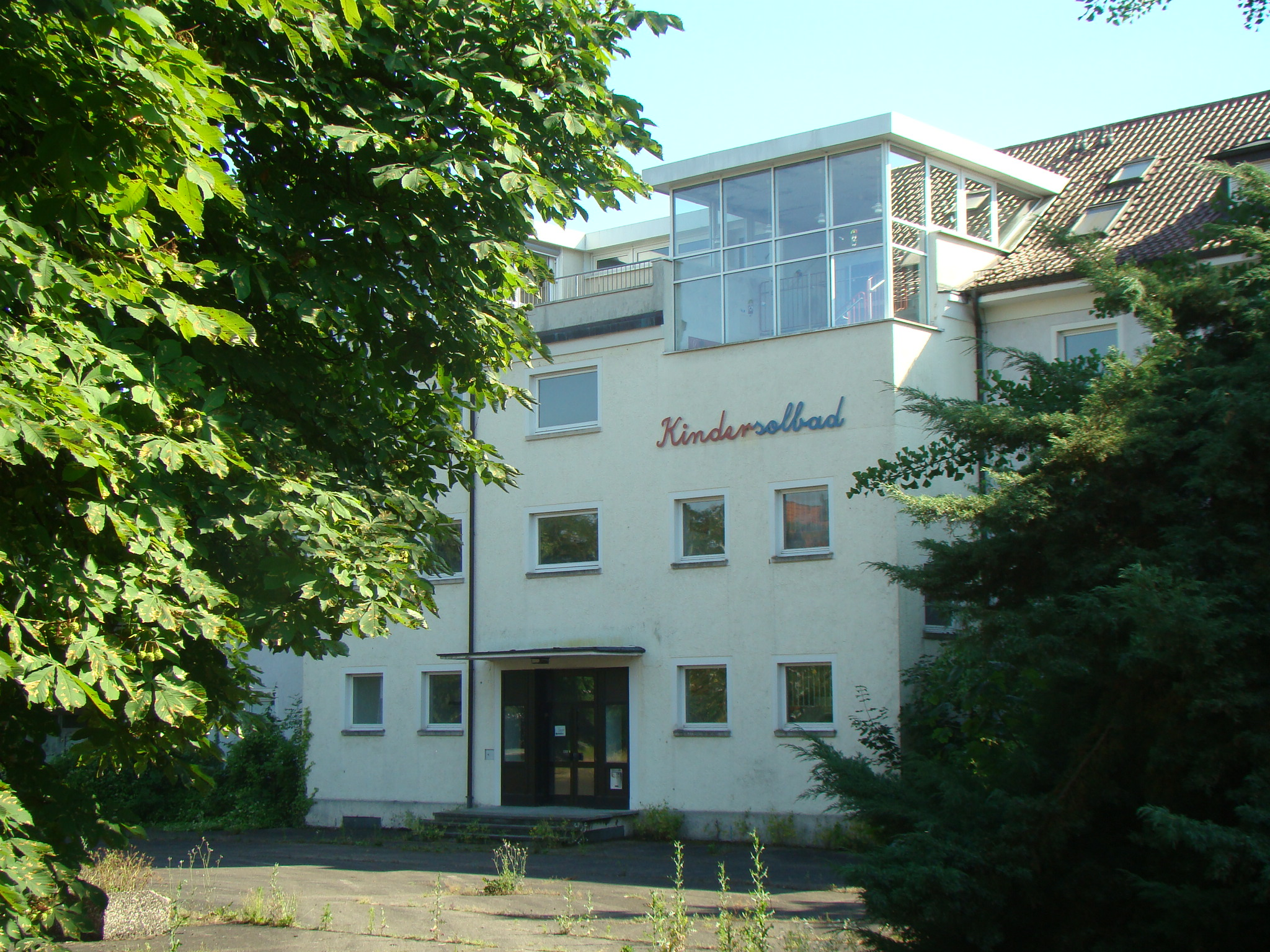
Altbau des Kindersolbades, 2018 abgerissen

Das Kindersolbad (von 1862 bis 2003 Kindersolbad Bethesda) in Bad Friedrichshall ist eine Kinder- und Jugendhilfeeinrichtung und ehemalige Kinderheilanstalt, die seit 1862 besteht.

## Geschichte

### Anfänge
In den 1850er Jahren gab es erste Gespräche und Verhandlungen zwischen den Ärzten August Hermann Werner aus Ludwigsburg und Dr. Pfeilsticker aus Kochendorf, eine Kinderheilanstalt, nach Vorbild der Ludwigsburger Heilanstalt von Werner, im heutigen Bad Friedrichshall-Jagstfeld zu errichten. Dazu wurde 1860 ein Bauplatz in der Nähe der Saline Friedrichshall erworben.
Am 17. Juni 1862 wurde die Kinderheilanstalt Bethesda als Zweigniederlassung der Ludwigsburger Heilanstalt eröffnet und das neue Gebäude bezogen. Der Name Bethesda ist benannt nach einer Zisterne in Jerusalem, der auch heilende Kräfte zugesprochen wurden. Träger der Einrichtung wurden die Familie Werner sowie der König von Württemberg. Zu Beginn wurden sechs Kinder in der Einrichtung betreut und gepflegt. Die Kinder kamen aus meist ärmlichen Verhältnissen und waren schwächlich oder an Skrofulose erkrankt. August Hermann Werner betrachtete die Jagstfelder Einrichtung als Sommeraufenthalt für die ihm anvertrauten Ludwigsburger Kinder, welche er selbst mit dem Schiff nach Jagstfeld brachte. Im Jahr 1868 wurde ein Anbau aufgrund der großen Nachfrage unumgänglich: Der Nordflügel in Richtung Jagstfeld entstand. 1874 entstand der südliche Flügel, so dass künftig 280 Kinder jährlich aufgenommen werden konnten.
In den folgenden Jahren wurden auch alle auf Stoffwechselstörungen beruhenden Erkrankungen behandelt. 1898 wurde nach baulichen Veränderungen ein neuer Anbau eingeweiht. Zu den Feierlichkeiten erschienen auch Isabella Gräfin von Zeppelin, Mary von Waldersee sowie Professoren aus allen Teilen Deutschlands. Nach 1899 wird das alte Gebäude zur Bethesda II umgebaut. Während des Ersten Weltkriegs mussten die Häuser geräumt werden, ein Lazarett wurde eingerichtet. Infolge des Krieges wurden beide Gebäude schwer zerstört und die Bethesda geriet in eine finanzielle Notlage, da es von nun an keinen König mehr gab.
1926 wurde die Bethesda eine Einrichtung der Inneren Mission, wodurch sich größere finanzielle Möglichkeiten bieten sollten, in der Folgezeit wurden neue Verfahren zur Stärkung des körperlichen Befindens (beispielsweise das Klappsche Kriechen) eingeführt.
Durch finanzielle Unterstützung durch die Kriegshilfe Württemberg und die Landesversicherungsanstalt Württemberg konnte 1928 der Neubau durchgeführt werden, welcher 1930 fertiggestellt und eingeweiht wurde. Bis 1939 übernahm das Kinderhilfswerk Esslingen die Verteilung der Plätze. 1933 zählte das Kindersolbad 1333, 1939 bereits 1881 Kinder, die zur Kur nach Jagstfeld kamen. Durch weitere Zuschüsse und Spenden konnte in den Jahren 1936 und 1937 weitere Neubauten und Sanierungen umgesetzt werden. Die 75-Jahr-Feier 1937 musste abgesagt werden, da das Gesundheitsamt das Haus aufgrund von Diphtherieerkrankungen für einige Tage geschlossen hatte.
Ab 1938 wurden im Kindersolbad Soldaten stationiert. Obwohl in den Sommerferien 1939 der Andrang zur Kur in der Bethesda so groß wie nie zuvor war, musste das Haus in der Nacht vom 26. auf den 27. August für Flüchtlinge und Verwundete geräumt werden. Erst ab Januar 1940 kamen wieder Kinder ins Solbad. Am 17. Januar 1940 ging das Kindersolbad an den Württembergischen Landesfürsorgeverbund über. 1941 kamen aus ganz Deutschland Kinder zur Kur nach Bad Friedrichshall, im April wurde das Haus jedoch wieder zu einem Katastrophenhilfskrankenhaus umgerüstet. Ab 1942 war die Nachfrage so groß, dass nicht mehr alle Interessenten berücksichtigt werden konnten. Ferner mussten die Schwestern immer öfter mit den Kindern in den Luftschutzbunker. Nach dem Luftangriff auf Heilbronn wird die Bethesda zum Mehrzweckgebäude umfunktioniert. Bei den Luftangriffen auf Bad Friedrichshall wurden große Teile der Häuser zerstört.
Nach dem Kriegsende wurde die Bethesda I zum Hauptquartier der Amerikaner umfunktioniert und sämtliches Inventar nach Mannheim geschafft. Im August 1945 übernahm die Stadt Heilbronn die Bethesda und eröffnete ein Krankenhaus. Erst im Juni 1946 konnten wieder Solekuren durchgeführt werden. Die Stadt Heilbronn hat die Kinderklinik um eine Infektionsabteilung erweitert und wurde durch den Landesfürsorgeverbund dabei unterstützt. Obwohl die Kooperation mit der Stadt Heilbronn reibungslos verlief, hatte der Landesfürsorgeverbund die Kinderklinik und die Infektionsabteilungen übernommen. Nach 17 Jahren in Jagstfeld zog die Kinderklinik 1962 wieder zurück nach Heilbronn.
Nach 1952 fand die pädagogische Arbeit immer mehr Einzug ins Kindersolbad. Durch immer mehr Kinder mit psychosomatischen Gesundheitsstörungen, die oft mit Verhaltensauffälligkeiten verbunden waren, wurde das pädagogische Angebot ständig erweitert. 1973 wurden erstmals Kuren für geistig behinderte Kinder angeboten. Ab 1975 bot das Kindersolbad Jugendämtern die Möglichkeit, Kinder aus Notsituationen in der Familie kurzfristig in die Bethesda einzuweisen.
Nachdem die Kinder seit 1980 von Lehrern unterrichtet worden waren und die Lehrerzahl stieg, wurde in Kooperation mit dem Landkreis Heilbronn die noch heute bestehende Krankenhausschule Bethesda Schule in der Wilhelmstraße gegründet.
Die Verbandsversammlung des Landeswohlfahrtsverbands Württemberg-Hohenzollern beschloss am 26. November 2002 die Trägerschaft des Kindersolbads Bethesda zum 31. Dezember 2003 zu beenden; am 31. Dezember 2004 wurde der Verband selbst aufgelöst.

### Heutiges Kindersolbad
Zum 1. Juli 2003 wurde die Kindersolbad gGmbH gegründet, deren Träger die Jugendhilfe Bad Friedrichshall e.V. ist. Der Bestand des Kindersolbades konnte somit gesichert werden. Neben stationären Hilfen zur Erziehung bietet es nun ambulante und teilstationäre Hilfen, Schulsozialarbeit an Grundschulen und weiterführenden Schulen, Jugendarbeit in Kommunen, Unterstützung von Kommunen bei der Entwicklung der kommunalen Bildungslandschaft sowie ambulante pädagogische Hilfe für Familien.
Ab März 2005 entstand der Neubau des Stammhauses, der 2006 bezogen werden konnte. Am 28. Juli 2006 fand die offizielle Einweihung des Neubaus statt. Am 6. Juni 2017 begannen die Baumaßnahmen für den Neubau des Bohnertshauses, welches in die Jahre gekommen und zu klein geworden war. Der Neubau befindet sich in unmittelbarer Nähe zum Hauptgebäude.
Der zum Teil über 100 Jahre zählende Altbau wird seit Anfang 2018 abgerissen, um an dieser Stelle eine neue Wohn- und Geschäftsbebauung umzusetzen.